# Emeline Meaker
Emeline Lucy Meaker (às vezes referida como Lucy Emeline Meaker) (30 de março de 1883) foi a primeira mulher legalmente executada em Vermont. Em 1883, Meaker foi condenada e enforcada por matar a meia-irmã de seu marido, Alice, nas redondezas de Burlington, Vermont.

## O crime
Em algum momento na primavera de 1879, um assistente social contactou Meaker e seu marido para perguntar se eles considerariam levar para casa a meia-irmã de oito anos de Meaker, pois ela estava vivendo em um orfanato superlotado. Ao Sr. Meaker foi oferecido um auxílio de $400 para cuidar de Alice, então ele aceitou. Emeline Meaker não estava contente com o acordo, e por muitas vezes bateu, deixou passar fome e maltratou Alice.
Em 1883, Meaker decidiu matar Alice, e ordenou a seu filho Almon que arranjasse uma dose letal de estricnina de um farmacêutico. Meaker e Almon imobilizaram Alice, colocaram um saco plástico em sua cabeça, e a levaram para uma área remota de Burlington. Quando chegaram a uma clareira perto de um córrego, Almon entregou o veneno para sua mãe e ela colocou o conteúdo em uma bebida e deu a Alice. Enquanto Alice se debatia devido à reação ao envenenamento por estricnina, Meaker segurava sua mão sobre a boca da garota impedir-la de gritar, segurando-a até que tivesse certeza que Alice estivesse morta. Em seguida os dois enterraram o corpo nas imediações.

## Investigação e julgamento
O desaprecimento de Alice foi investigado, e Almon acabou confessando o crime ao xerife local. No julgamento, ambos foram condenados à morte, mas a pena de Almon foi comutada sob alegação que ele estava sobre o controle de sua mãe. A confissão de Almon foi publicada em um jornal local no dia da execução de Emeline. Foi reportado que Emeline agiu de maneira violenta na cadeia, mas seu comportamentou mudou perto da data de sua execução.

## Execução
Em 30 de março de 1883, na manhã marcada para sua execução, Meaker comeu muito no café da manhã; um bife grande, três batatas, uma fatia de pão com manteiga, um pedaço de torta de carne e uma xícara de café. Então, a seu pedido, ela foi para ver a forca, comentando que não parecia tão ruim quanto ela pensava que seria. Ela enviou uma mensagem para o marido através do xerife, e depois comeu um jantar composto por dois ovos cozidos, duas fatias de pão, uma batata, um donut e tomou uma café.
Mais de 125 espectadores reuniram-se na sala da guarda prisional na Prisão Estadual de Vermont em Washington County, e foi relatado que o xerife foi cercado com pedidos de passes para testemunhar o enforcamento. Quando Meaker foi finalmente levada à forca, e questionada (através de pedaço de papel) se ela tinha algo a dizer, Emeline disse em voz baixa: "Que Deus perdoe a todos por me enforcarem, uma mulher inocente. Eu sou tão inocente quanto o homem de pé aqui", indicando um deputado. Ninguém de sua família estava presente na execução e seu marido e filhos não aceitaram o corpo para o enterro após a execução.